# Horst G. W. Gleiss
Horst Georg Wilhelm Gleiss (auch Horst G.W. Gleiß) (* 26. August 1930 in Breslau, Provinz Niederschlesien; † 9. Juni 2020 in Rosenheim, Oberbayern) war ein deutscher Biologe und Heimatforscher.

## Leben
Gleiss wurde als Jugendlicher in die Wehrmacht eingezogen und nahm im Zweiten Weltkrieg als Melder an der Schlacht um Breslau teil. Seine Tagebuchaufzeichnungen dieser Zeit veröffentlichte er 1982 in Buchform (Pennäler, Pimpf und Volkssturmmann: aus dem Tagebuch eines Vierzehnjährigen in Breslau). Ende Oktober 1945 floh er aus seiner Heimatstadt und kam nach Weimar. Er wohnte später in Naumburg (Saale). Gleiss studierte Biologie und erlangte einen Diplomabschluss. 1954 veröffentlichte er ein Buch über Eintagsfliegen. Im Februar 1958 siedelte Gleiss in die Bundesrepublik Deutschland über und kam nach Wedel bei Hamburg. Gleiss arbeitete zwischen 1954 und 1969 als wissenschaftlicher Mitarbeiter in den entomologischen Abteilungen des Instituts für Phytopathologie der Biologischen Zentralanstalt in Naumburg und des Instituts für Phytopathologie der Universität Göttingen. Dabei entstand eine breit angelegte, umfangreiche Sammlung von Literatur über Insekten allgemein und Blattläusen im Speziellen. Am Johann-Rist-Gymnasium in Wedel war er ab 1965 als Biologielehrer tätig und beschäftigte sich darüber hinaus ausführlich mit der Geschichte seiner Heimatstadt Breslau. Später übersiedelte Gleiss nach Rosenheim in Bayern.
1967 brachte Gleiss das Buch Unter Robben, Gnus und Tigerschlangen. Chronik des Zoologischen Gartens Breslau 1865–1965 heraus. Zwischen 1986 und 1997 veröffentlichte er in zehn Bänden das Werk Breslauer Apokalypse 1945: Dokumentarchronik vom Todeskampf und Untergang einer deutschen Stadt und Festung am Ende des Zweiten Weltkrieges. Für diese Chronik trug er unter anderem zahlreiche Zeitungsberichte, persönliche Erlebnisberichte von Augenzeugen und eigene Tagebuchaufzeichnungen zusammen. 2003 veröffentlichte er das Buch Breslauer Exodus 1946: Beiträge zur Dokumentarchronik einer Stadt und ihrer Menschen. 1990 erschien Gleiss' Werk Die Biologie der Kreuzdorn-Kartoffel-Blattlaus.
Im Jahr 2004 schenkte Gleiss seine umfangreiche Sammlung an Blattläusen Aphididae und zahlreiche Schaukästen zu Phänomenen der Entomologie dem Deutschen Entomologischen Institut in Müncheberg. Dem Archiv der Stadt Wedel überließ er im September 2012 seine restliche naturwissenschaftliche Sammlung mit Herbarium und naturwissenschaftlicher Chronik. Darin stellte er unter anderem die Naturentwicklung in der Stadt Wedel und Umland bis in die 1980er Jahre dar. Eine Sammlung, die unter anderem Dias, Schriftstücke und Tonbänder zu den Themenbereichen Preußen und Pommern enthält, ging in den Besitz der Stiftung Martin-Opitz-Bibliothek über.